# Järpens kommunblock
Järpens kommunblock var ett tidigare kommunblock i Jämtlands län.

## Administrativ historik
Den 1 januari 1964 grupperades Sveriges 1006 dåvarande kommuner i 282 kommunblock som en förberedelse inför kommunreformen 1971. Järpens kommunblock bildades då av landskommunrna Undersåker, Mörsil, Kall och Åre samt en del av Hallens landskommun (Hallens församling). Kommunblocket hade vid bildandet 10 512 invånare.
1967 delades kommunblocken in i A-regioner och Järpens kommunblock kom då att tillhöra Östersunds a-region.
1970 överfördes en del av Hallens landskommun (Marby församling) från Östersunds kommunblock till Järpens kommunblock.
1973 bytte kommunblocket namn för att istället heta Åre kommunblock.
1974 bildades "blockkommunen" Åre av kommunerna i området och kommunblocket upplöstes.